# Adjiri Odametey

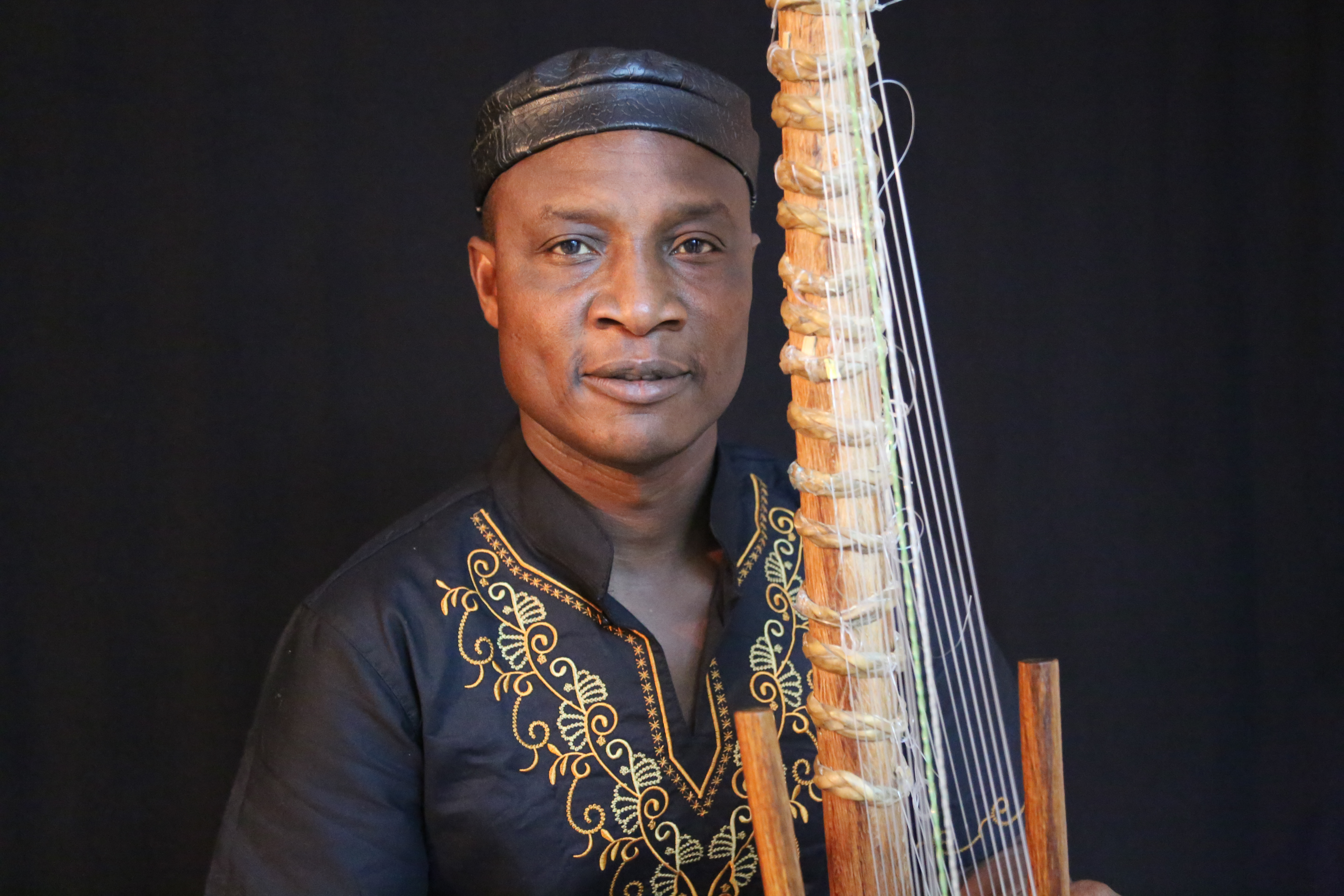
Adjiri Odametey mit einer Kora (2013).

Adjiri Odametey (* 1963 in Accra, Ghana) ist ein Multi-Instrumentalist der Weltmusik.

## Wirken
Odametey studierte traditionelle Musik im Arts Council of Ghana in Accra.
Er spielte im Pan African Orchestra, das sein Debütalbum Opus 1 auf Peter Gabriels Label Realworld aufnahm. Weitere Gruppen, in denen er spielte, waren: Ghana Dance Ballet, Tarantula, Kalifi Dance Ensemble und Kyirem – mit letzterer gewann er zweimal den Ecrag-Award. Tourneen führten Adjiri Odametey nach Japan, Kanada, Russland, Alaska und Europa. 1993 gründete er seine erste eigene Band „LASU“ und trat vorwiegend in Europa auf. Seit 2003 gibt Adjiri Odametey mit seiner Band Weltmusik-Konzerte.
Odametey spielt Gitarre, Balafon, Kora, Mbira, Kalimba und Percussion.

## Diskografie

### Alben
- 2006: Mala (africmelo records)
- 2008: Etoo (Galileo Music)
- 2008: Teach yourself: Gigbo – Waka – Kpanlogo  (africmelo records)
- 2014: Dzen (africmelo records)
- 2019: Rhythm For Life (africmelo records)
- 2021: Ekonklo (africmelo records)

### Gastauftritte
- 2009: Die Katze sucht einen Freund (Hörbuch, scala z media)